# Wirada
Wirada is een geslacht van spinnen uit de  familie van de Theridiidae (kogelspinnen).

## Soorten
- Wirada araucaria Lise, Silva & Bertoncello, 2009
- Wirada punctata Keyserling, 1886
- Wirada sigillata Lise, Silva & Bertoncello, 2009
- Wirada tijuca Levi, 1967
- Wirada tovarensis Simon, 1895